# Ministère de la Loi et de la Justice (Inde)
 (mai 2024).
La mise en forme du texte ne suit pas les recommandations de Wikipédia : il faut le « wikifier ».
Les points d'amélioration suivants sont les cas les plus fréquents. Le détail des points à revoir est peut-être précisé sur la page de discussion.
- Les titres sont pré-formatés par le logiciel. Ils ne sont ni en capitales, ni en gras.
- Le texte ne doit pas être écrit en capitales (les noms de famille non plus), ni en gras, ni en italique, ni en « petit »…
- Le gras n'est utilisé que pour surligner le titre de l'article dans l'introduction, une seule fois.
- L'italique est rarement utilisé : mots en langue étrangère, titres d'œuvres, noms de bateaux, etc.
- Les citations ne sont pas en italique mais en corps de texte normal. Elles sont entourées par des guillemets français : « et ».
- Les listes à puces sont à éviter, des paragraphes rédigés étant largement préférés. Les tableaux sont à réserver à la présentation de données structurées (résultats, etc.).
- Les appels de note de bas de page (petits chiffres en exposant, introduits par l'outil «  Source ») sont à placer entre la fin de phrase et le point final[comme ça].
- Les liens internes (vers d'autres articles de Wikipédia) sont à choisir avec parcimonie. Créez des liens vers des articles approfondissant le sujet. Les termes génériques sans rapport avec le sujet sont à éviter, ainsi que les répétitions de liens vers un même terme.
- Les liens externes sont à placer uniquement dans une section « Liens externes », à la fin de l'article. Ces liens sont à choisir avec parcimonie suivant les règles définies. Si un lien sert de source à l'article, son insertion dans le texte est à faire par les notes de bas de page.
- La présentation des références doit suivre les conventions bibliographiques. Il est recommandé d'utiliser les modèles {{Ouvrage}}, {{Chapitre}}, {{Article}}, {{Lien web}} et/ou {{Bibliographie}}. Le mode d'édition visuel peut mettre en forme automatiquement les références.
- Insérer une infobox (cadre d'informations à droite) n'est pas obligatoire pour parachever la mise en page.

Pour une aide détaillée, merci de consulter Aide:Wikification.
Si vous pensez que ces points ont été résolus, vous pouvez retirer ce bandeau et améliorer la mise en forme d'un autre article.
Le ministère de la Loi et de la Justice de l'Inde est un ministère qui s'occupe de la gestion des affaires juridiques, des activités législatives et de l'administration de la justice en Inde.
Il se compose de trois départements, à savoir le département législatif, le département des affaires juridiques et le département de la justice.
Le département des affaires juridiques s'occupe de conseiller les différents ministères du gouvernement central tandis que le département législatif est chargé de la rédaction des principales lois issues du gouvernement central.
Le ministère est dirigé par le ministre de la Loi et de la Justice, nommé par le président indien sur recommandation du Premier ministre indien.
Depuis le 18 mai 2023, le poste est occupé par Arjun Ram Meghwal.
Le premier ministre de la Loi et de la Justice de l'Inde indépendante fut le Dr BR Ambedkar, dans le cabinet du Premier ministre Jawaharlal Nehru de 1947 à 1951.

## Histoire
Le ministère de la Loi et de la Justice est le plus ancien du gouvernement indien. Il est créé par le Charter Act de 1833, loi promulguée par le Parlement britannique lorsque l'Inde était sous contrôle britannique. Ladite loi confère pour la première fois le pouvoir législatif à une seule autorité, soit le gouverneur général.
En vertu de ce pouvoir et de celui qui lui est conféré en vertu de l'article 22 du Indian Councils Act de 1861, le gouverneur général a promulgué des lois pour l'Inde de 1834 à 1920.
Après l'entrée en vigueur du Government of India Act de 1919, le pouvoir législatif a ensuite été exercé par la législature indienne constituée en vertu de celle-ci et consistant en un système bicaméral. Cette loi fut suivie par le Government of India Act de 1935 qui institue des réformes de ce système.
Avec l'adoption du Indian Independence Act de 1947, marquant l'indépendance de l'Inde, celle-ci devient un « dominion ». Les lois sont alors adoptées par la « législature du dominion », entre 1947 et 1949, en vertu des dispositions de l'article 100 du Government of India Act de 1935, modifié par l'ordonnance sur l'Inde (Constitution provisoire) de 1947. Lorsque la Constitution indienne est entrée en vigueur le 26 janvier 1950, le pouvoir législatif a ensuite été confié au Parlement indien.

## Organisation
Les règles du gouvernement, établis en 1961, et régissant la répartition des affaires gouvernementales, ont déterminé l'existence de trois départements travaillant sous la tutelle du ministère de la Loi et de la Justice :
- Département des affaires juridiques
- Département législatif
- Département de la justice.

### Département des affaires juridiques
Le département des affaires juridiques a deux missions principales : le conseil et le contentieux.
Plus précisément, les fonctions suivantes sont attribuées au département :
1. Conseils aux ministères sur des questions juridiques, y compris l'interprétation de la Constitution et des lois, la transmission et l'engagement d'un avocat pour comparaître au nom de l'Union indienne devant les hautes cours et les tribunaux subordonnés auxquels l'Union indienne est partie.
2. Procureur général de l'Inde, solliciteur général de l'Inde et autres juristes du gouvernement central des États dont les services sont partagés par les ministères du gouvernement indien.
3. Conduite des affaires devant la Cour suprême et les Hautes Cours au nom du gouvernement central et au nom des gouvernements des États participant au système d'agence centrale.
4. Arrangements réciproques avec des pays étrangers pour la signification des citations dans les poursuites civiles, pour l'exécution des jugements des tribunaux civils, pour l'exécution des ordonnances alimentaires et pour l'administration des successions des étrangers décédés intestat en Inde.
5. Autorisation des agents à exécuter des contrats et des assurances ainsi que des biens au nom du Président en vertu de l'article 299 (1) de la Constitution, et autorisation des agents à signer et vérifier des plaintes ou des déclarations écrites dans des poursuites intentées par ou contre le gouvernement central.
6. Service juridique indien.
7. Traités et accords avec des pays étrangers en matière de droit civil.
8. Commission du droit.
9. Profession juridique, y compris le Advocates Act de 1961 (25 de 1961) et les personnes autorisées à exercer devant les hautes cours.
10. Élargissement de la compétence de la Cour suprême et attribution de pouvoirs supplémentaires à celle-ci ; les personnes habilitées à exercer devant la Cour suprême; références à la Cour suprême en vertu de l’article 143 de la Constitution indienne.
11. Administration of the Notaries Act de 1952 (53 de 1952).
12. Tribunal d'appel de l'impôt sur le revenu.
13. Tribunal d'appel des changes.
14. Aide juridique aux pauvres.

Le secrétariat principal du département se trouve à New Delhi. Il dispose également de branches administratives dans les villes de Mumbai, Calcutta, Chennai et Bengaluru.

### Département législatif
Le Département législatif s'occupe principalement de la rédaction de toutes les principales lois du gouvernement central, c'est-à-dire les projets de loi à présenter au Parlement, les ordonnances à promulguer par le Président, les mesures à promulguer sous forme de lois présidentielles pour les États et les règlements à prendre par le Président pour les territoires de l'Union. Il s'intéresse également aux lois électorales, à savoir le Representation of the People Act de 1950 et le Representation of the People Act de 1951. En outre, il est également chargé de traiter certaines questions relatives à la liste III de la septième annexe de la Constitution comme le droit des personnes, la preuve des contrats, etc. La responsabilité de maintenir à jour les lois promulguées par le Parlement incombe également à ce département.
Le règlement du gouvernement identifie les fonctions suivantes qui doivent être exercées par ce département :
1. La rédaction des projets de loi, y compris les travaux des rédacteurs des commissions spéciales, la rédaction et la promulgation des ordonnances et des règlements ; la promulgation de lois d'État en tant que lois présidentielles chaque fois que cela est nécessaire ; examen minutieux des règles et ordonnances statutaires (à l'exception des notifications en vertu de l'alinéa (a) de l'article 3, de l'article 3A et de l'article 3D du National Highways Act de 1956 (48 de 1956).
2. Ordonnances constitutionnelles ; notifications de mise en vigueur des lois (amendements) constitutionnelles.
3. a) Publication des lois, ordonnances et règlements centraux ; (b) Publication de traductions autorisées en hindi des lois, ordonnances, ordonnances, règles, règlements et arrêtés centraux visés à l'article 5 (1) du Official Languages Act de 1963 (19 de 1963).
4. Compilation et publication des lois centrales, ordonnances et règlements non abrogés, des règles et ordonnances statutaires générales, et d'autres publications similaires.
5. Élections au Parlement, aux législatures des États, aux charges de Président et de Vice-président ; et la Commission électorale.
6. Élaboration et publication d'une terminologie juridique standard à utiliser, dans la mesure du possible, dans toutes les langues officielles.
7. Préparation de textes faisant autorité en hindi de toutes les lois centrales et des ordonnances promulguées et des règlements pris par le Président et de toutes les règles, réglementations et ordonnances prises par le gouvernement central en vertu de ces lois, ordonnances et règlements.
8. Prendre des dispositions pour la traduction dans les langues officielles des États des lois centrales et des ordonnances promulguées et des règlements pris par le Président et pour la traduction de toutes les lois et ordonnances de l'État en hindi si les textes de ces lois ou ordonnances sont dans une langue autre que Hindi.
9. Publication d'ouvrages de droit et de revues de droit en hindi.
10. Mariage et divorce ; les nourrissons et les mineurs ; adoption, testaments; ab intestat et succession; famille commune et partage.
11. Transfert de propriété autre que les terres agricoles (hors transactions benami, enregistrement des actes et documents).
12. Contrats, à l'exclusion de ceux relatifs aux terres agricoles.
13. Des torts pouvant donner lieu à des poursuites.
14. Faillite et insolvabilité.
15. Fiducies et fiduciaires, administrateurs, fiduciaires généraux et officiels.
16. Preuves et serments.
17. Procédure civile, y compris limitation et arbitrage.
18. Fondations caritatives et religieuses et institutions religieuses.

### Département de la justice
Le département de la Justice exerce les fonctions administratives liées à la nomination de divers juges dans différents tribunaux en Inde, au maintien et à la révision des conditions et règles de service des juges et à d'autres domaines connexes. Le département est hébergé à Jaisalmer House.
Le règlement du gouvernement identifie les fonctions suivantes qui doivent être exercées par ce département :
1. Nomination, démission et révocation du juge en chef de l'Inde et des juges de la Cour suprême de l'Inde ; leurs salaires, leurs droits en matière de congés (y compris les indemnités de congé), leurs pensions et leurs indemnités de déplacement.
2. Nomination, démission et révocation, etc., du juge en chef et des juges des hautes cours des États ; leurs salaires, leurs droits en matière de congés (y compris les indemnités de congé), leurs pensions et leurs indemnités de déplacement.
3. Nomination des commissaires judiciaires et des huissiers de justice dans les territoires de l'Union.
4. Constitution et organisation (à l'exclusion de la compétence et des pouvoirs) de la Cour suprême (mais y compris l'outrage à cette Cour) et les honoraires qui y sont perçus.
5. Constitution et organisation des Hautes Cours et des Tribunaux des Commissaires Judiciaires, à l'exception des dispositions relatives aux officiers et agents de ces tribunaux.
6. L'administration de la justice.
7. Création de tout service judiciaire indien.
8. Conditions de service des juges de district et autres membres du service judiciaire supérieur des territoires de l'Union.
9. Extension de la compétence d'une Haute Cour à un territoire de l'Union ou exclusion d'un territoire de l'Union de la compétence d'une Haute Cour.
10. Extension de la compétence d'une Haute Cour à un territoire de l'Union ou exclusion d'un territoire de l'Union de la compétence d'une Haute Cour.
11. Nomination, démission et révocation du juge en chef de l'Inde et des juges de la Cour suprême de l'Inde ; leurs salaires, leurs droits en matière de congé (y compris les règles de service des juges et d'autres domaines connexes, l'attribution des règles de gestion identifient les fonctions suivantes qui doivent être exercées par ce département, congé de création de tout service judiciaire indien).